# Termická degradace
Termická degradace je pojem, označující rozpad (termolýzu) komplexních organických molekul na jednodušší působením tepla.
Při termické degradaci je převažujícím činitelem teplota, která má na polymery vliv chemický a fyzikální. Tyto vlivy se podílejí na rozrušování chemických vazeb a na změně konformace molekul. Obecně platí, že k roztržení molekuly dojde v místě nejslabší vazby. Se zvyšujícím se stupněm teploty se zvyšuje stupeň desintegrace molekuly plastu se zkrácenou životností. Sloučeniny obsahující aktivní skupiny odštěpují při zahřívání nízkomolekulární produkty.